# Xã Flat Creek B, Quận Stone, Missouri
Xã Flat Creek B (tiếng Anh: Flat Creek B Township) là một xã thuộc quận Stone, tiểu bang Missouri, Hoa Kỳ. Năm 2010, dân số của xã này là 634 người.